# Леопард 2E
Леопард 2E или Леопард 2A6E (E је скраћеница од шп. España, значи Шпанија) варијанта је основног борбеног тенка Леопард 2, који је прилагођен захтевима шпанске војске. Уведен је у оклопне и механизоване јединице као део програма војне модернизације који се звао Programa Coraza. Програм набавке тенка Леопард 2 и почетак производње шпанске верзије 2E, почео је 1994, пет година после отказивања пројекта тенка Линс, а кулминирао је договором са Немачком 1998. Њиме је предвиђено да Немачка испоручи 108 тенкова Леопард 2A4 шпанској војсци. У Шпанији је 2003. почела производња тенка Леопарда 2Е. Упркос одлагању производње тенка, узрок је била што је амерички General Dynamics преузео компанију Санта Барбара системас 2003. године, па је израда тенкова настављена између 2006. и 2007. године, чиме је 219 тенкова Леопард 2Е било испоручено шпанској војсци.
Леопард 2А4 је значајно побољшање у односу на амерички тенк M60 Патон, он га је и заменио у оперативној употреби у шпанским оружаним снагама. Планирано је да укупна производња тенкова Леопард 2Е износи 2,6 милиона радних часова, од тога 9.600 у Немачкој, у оквиру укупних трошкова од 2,4 милијарде евра. Ово показује да је овај стандард један од најскупљих у односу на све варијанте Леопарда 2. У оквиру укупне производње, у Шпанији је реализовано око 60%, а у Санта Барбара систему у Севиљи, вршено је и финално склапање.
Очекује се да Леопард 2Е остане у оперативној употреби у Шпанији до 2025. године.

## Шпански тенковски програми (1987—93)
До 1987. године Војска Шпаније је купила 299 тенка AMХ-30E које је склапало шпанско предузеће Санта Барбара системас, а конструисан је у Француској, и 552 америчка тенка типа М47 Патон и M48 Патон. Тенкови АМХ-30 су ушли у војну употребу 1970. године, док су тенкови Патон ушли у употребу војске средином 50-их година 20. века. Приликом прављења шпанских верзија тенкова М47 и М48 Патон, шпанске верзије М47 Е и М48 Е су имале приближну вредност на бојишту са тенковима M60 Патон. Међутим шпанска војска их је сматрала застарелим, па је 1984. године одлучила да замени тенкове Патон, те је шпанска влада објавила да има намеру да произведе потпуно нови шпански основни борбени тенк, познат као Линс. Пет компанија је учествовало на конкурсу, укључујући предузеће Краус-Мафај које је у партнерству са предузећем Санта Барбара системас, предузеће ГИАТ које је направило тенкове Леклерк, General Dynamics које је направило М1 Абрамс и предузеће Викерс које је направило тенк Валијант. Како понуде за М1 Абрамс и Валијант нису биле прихваћене, давање понуда је било продужено до 1989. када је пројекат био званично отказан.
Уместо тога, шпанска влада се определила да замени своје старе тенкове Патон америчким тенковима М60 Патон, повученим из употребе у централној Европи по одредбама Споразума о конвенционалним оружаним снагама у Европи. Међутим, иако је требало да шпанска војска је добије 532 тенка M60 и M60A1,, само су 244 ушла у активну службу у војсци. Током касних 80-их година 20. века, Министарство одбране Шпаније је одобрило програм модернизације својих 150 тенкова AMX-30E и програм реконструкције осталих 149 возила тог типа је повратио њихов „стари сјај“. Међутим, ниједан од тенкова M60 нити тенкова AMX-30 нису били знатан напредак у ондосу на старе тенкове М47 Патон и М48 Патон шпанске војске.
Како јединице постојећег тенка нису биле довољне потребама шпанске војске, Шпанија је ушла у отворене разговоре са Немачком и предузећем Краус-Мафај о могућности војне сарадње две земље у будућности, и прављењу новог шпанског тенка. Војна делегација је била послата у Немачку 1994. године. У међувремену Немци су понудили Шпанији вишак тенкова Леопард 1 и совјетску опрему коју је користила војска Источне Немачке 1994. године, али је шпанска влада одбила те понуде и тражила Леопард 2.

## Програм Кораза
Марта 1994. године, Министарство одбране Шпаније је створило Програм Кораза 2000, програм који је био направљен за набавку и интеграцију новог наоружања у циљу модернизације шпанске војске. Програм је обухватао тенк Леопард 2Е као и борбено оклопно возло Пизаро , као и хеликоптер Еурокоптер Тигар. Програм је био проширен набавком 108 тенкова Леопард 2А4, који су били испоручени у Шпанију касне 1995. године. Осим набавке, Програм Кораза је био покренут да припреми војску Шпаније за увођење нове борбене технике.

### Леопард 2А4
Меморандум о разумевању је био потписан 9. јуна 1995. године, између шпанске и немачке владе, које су дале фондације у сврху производње нових тенкова Леопард 2Е. Они су били прављени у Шпанији од стране компаније Санта Барбара системас, док је тенк произведен са 60 до 70% компоненти од стране шпанских компанија. Производња је била у периоду од 1998. до 2003. године. Поред тога, немачка влада се сложила да позајми шпанској војсци 108 тенкова Леопард 2А4 у сврху обуке, у року од пет година. Та возила су била испоручена између новембра 1995. и јуна 1996. године. Године 1998. Шпанија се сложила да на основу уступљених тенкова Леопард 2А4 произведе исте такве тенкове и да ограничи производњу тенкова Леопард 2Е на 219 возила. Године 2005. шпански званичници су изјавили да производња 108 Леопарда 2A4 коштају Шпанију 16,9 милиона долара, и да ће та сума бити исплаћена 2016. године.
Тенкови Леопард 2А4 су били у саставу 10. и 11. механизоване пешадијске бригаде војске Шпаније, која је тада била члан Еврокорпуса. Како је производња Леопарда 2Е почела, те јединице су добиле своје тенкове Леопард 2Е, док су њихови тенкови Леопард 2А4 опремили оклопну дивизију Алакантару у Мелиљи.

## Леопард 2Е
Шпански Леопард 2E је базиран на тенку Леопард 2A6, који укључује додатак на затварачу оклопа Леопарда 2А5 куполе. Овај оклоп повећава дебљину оклопа, тако да пенетратор кинетичке енергије мора да путује да би оштетио део куполе. Као и шведски Леопард 2С (Стрв 122), Леопард 2Е има повећану дебљину оклопа на позадини тенка као и нагиб плоче, предњи лук куполе и кров куполе, што тенку доноси тежину близу 63 тоне. Заштита возила је повећана због додатног оклопа који је направљен на тенку током производње. Леопард 2Е је један од најбоље оклопљених тенкова типа Леопард 2 који су у оперативној употреби.
Тенк је наоружан са Рајнметаловим топом Рајнметал 120 мм L/55, док се на тенку топ може заменити топом од 140 милиметара. Командир и нишанџија имају идентичне термалне оптичке справе друге генерације, који су исти као они из противтенковског оружја БГМ-71 ТОВ. Они су постављени у тенк уз помоћ компанија Индра и Рајнметал.Индра је одлучила да се резервоар и систем контроле, названи на (енгл. Leopard Information and Command Equipment (LINCE)), који су базирани на шведском и немачком систему(ИФИС), поставе на тенк. Друге разлике између шпанског Леопарда 2Е и тенка Леопард 2А6 су: агрегат за покретање мотора, направљени од стране компаније САПА, клима уређаји, и нови гумени јастучићи за гусенице који служе да продуже век употребе гусеница тенка на шпанском нерегуларном терену. Око 60% тенка Леопард 2Е је произведено у Шпанији, што је на пример другачији случај од модела Леопарда произведеног у Шведској; 30% шведског Леопарда 2С су произведени у Шведској.
Задњи уговор за производњу шпанских тенкова Леопард 2Е био потписан 1998. године. Њим је уговорена просечна производња тенкова и да се четири тенка произведу месечно. Међутим први Леопард 2Е је био произведен тек 2003. године. Ово се догодило због фузије Санта Барбара системаса са компанијом General Dynamics, и Краус-Мафајеве реакције у вези са поделом технологије са ривалском компанијом; која је произвођач М1 Абрамса. Краус-Мафај је извезао 30 тенкова Леопард 2Е између 2003. и 2006. године. Производња компаније Санта Барбара системас је одложена након што је почело заседање; између јануара и новембра 2007. године. Само 3 од 43 тенка Леопард 2Е је било испоручено, али то је била надокнада шпанској војсци, јер да је још 15 тенкова било испоручено, решили би се ранији проблеми у прозводњи. Јула 2006. године, шпанска војска је примила 48 тенкова Леопард 2Е и девет Büffel оклопних возила, што је била само четвртина од уговорених. Производња Леопарда 2E је планирана до 2007. али је била продужена до 2008.
Леопард 2E је заменио Леопард 2А4 у шпанским механизованим јединицама, које су такође замениле и M60.За обе верзије Леопарда 2, је очекивано да остану у оперативној употеби у шпанској војсци до 2025. године. Ово је тенк чинило једним од најскупљих модела Леопарда 2 икада направљених;јер је оригинални уговор је вредео 1,910 милијарде евра, али је укупна цена била 2,399 милијарде (2,4 милијарде) евра.

### Поређење са другим тенковима у оперативној употреби Шпаније
Војска Шпаније је заменила своје тенкове M60 Патон и AMX-30 са Леопардом 2 између 1995. и 2008. године, док су нови тенкови Леопард 2 били велико побољшање у односу на старе тенкове Патон. Претходно, шпанска војска је била опремљена са тенковима М47 и М48 Патон, који су били оправљени и имали скоро исту вредност као и тенкови M60 током касних 70-их и 80-их година.Леопард 2А4 и Леопард 2Е имају много јаче топове него тенкови AMX-30 и M60. Леопард 2 има мотор од 1.500 коњских снага, већу снагу мотора од тенка M60A3, који има мотор од 750 коњских снагаа AMX-30EM2 има моторе од 850 коњских снага. У другом случају, Леопард 2 има мање граната, али оне су веће од оних у тенку М60А3.
|                           | Леопард 2Е  | Леопард 2А4 | М60А3      | АМХ-30ЕМ2 |
| ------------------------- | ----------- | ----------- | ---------- | --------- |
| Тежина                    | 63 t        | 55 t        | 55,6 t     | 36 t      |
| Топ                       | 120 mm Л/55 | 120 mm Л/44 | 105 mm M68 | 105 mm    |
| Муниција (гранате)        | 42          | 42          | 63         | /         |
| Досег                     | 500km       | 500km       | 480km      | 400km     |
| Јачина мотора             | 1,500 hp    | 1,500 hp    | 750 hp     | 850 hp    |
| Максимална брзина на путу | 68 km/h     | 68 km/h     | 48,28 km/h | 65 km/h   |